# Branko Ćopić
Branko Ćopić (srpski: Бранко Ћопић; Hašani pokraj Bosanske Krupe, 1. siječnja 1915. – Beograd, 26. ožujka 1984.) bio je srpski književnik.

## Životopis
Branko Ćopić je rođen u mjestu Hašani pokraj Bosanske Krupe. Još kao dijete ostao je bez oca, pa su ga odgojili majka i djed. Osnovnu školu je završio u rodnom mjestu, nižu gimnaziju u Bihaću, a učiteljsku školu pohađa u Banjoj Luci i Sarajevu, te je završava u Karlovcu. Na Filozofskom fakultetu Sveučilišta u Beogradu diplomira 1940. godine, pedagoško-filozofsku grupu. 
U vrijeme studiranja počeo je pisati za beogradski dnevni list Politika, gdje je objavio puno svojih priča. Nakon rata, bio je urednik Pionira, a od 1951. godine svoj život je posve podredio književnom radu. Kao književnik, pisao je romane, pripovijetke i poeziju. Prvu priču objavljuje 1928. godine, a prvu pripovijetku 1936. godine. Iako je najveći dio života proveo u Beogradu, Ćopić se nikad nije odvojio od mikrokozmosa njegove rodne Bosanske Krajine. Svoje prve pripovijetke posvetio je svom zavičaju. U njima opisuje živote običnih ljudi, baziranih na svakodnevici života u Bosni. Te priče objedinjene su u zbirkama "Pod Grmečom" i "Borci i bjegunci". 
Poslije Drugog svjetskog rata njegova popularnost nezadrživo je rasla, tako da je postao najčitaniji pisac. U uspomenama njegovih suvremenika zabilježeno je da je pisao svakog dana, do podneva. Njegov prvi roman "Prolom" svjedočanstvo je piščeve vizije rata. Nakon tog romana objavio je cijeli niz književnih djela koja govore o partizanima i ratu. Pripovijetke su mu bile prožete humorom koji je obuhvatio sve, od ironije do satire. Ipak, njegova najpoznatija djela su ona posvećena djeci i djetinjstvu. Dječje priče objedinio je u zbirke pripovijetki "U carstvu medvjeda i leptirova", "Priče ispod zmajevih krila" i "Orlovi rano lete". Jedne od njegovih najpoznatijih pjesama je Bosna.
Jedan od rijetkih bosanskohercegovačkih književnika koji je tijekom cijelog života bio profesionalan pisac. Djela su mu prevođena na engleski, njemački, francuski i ruski. Bio je član SANU (Srpske akademije nauka i umjetnosti) i ANUBiH (Akademije nauka i umjetnosti Bosne i Hercegovine). Neke od njegovih knjiga ilustrirao je hrvatski ilustrator Ivan Antolčić.
Gotovo je cijeli svoj život proveo živeći i radeći u Beogradu gdje je tragično skončao svoj život. Dana 26. ožujka 1984. godine skočio je s mosta na Savi i izvršio samoubojstvo.

## Priznanja
- Partizanska spomenica 1941.
- Orden jugoslavenske zastave s lentom
- Orden zasluga za narod sa zlatnom zvijezdom
- Orden bratstva i jedinstva sa zlatnim vijencem
- Orden Republike sa srebrnim vijencem
- Orden zasluga za narod sa srebrenim zracima

## Djela
- Pod Grmečom, pripovijetke, Beograd 1938.
- Borci i bjegunci, pripovijetke, Beograd 1939.
- Planinci, pripovijetke, Beograd, 1940.
- Priče ispod zmajevih krila, priče, Beograd 1939.
- Ognjeno rađanje domovine, poezija, Sarajevo, 1944.
- Družina junaka, priče, Beograd, 1945.
- Bojna lira pionira, poezija, Sarajevo, 1945.
- Ratnikovo proljeće, poezija, Sarajevo, 1947.
- Sunčana republika, poezija, Sarajevo, 1948.
- Rudar i mjesec, poezija, Sarajevo, 1948.
- Doživljaji mačka Toše, poezija, Sarajevo, 1954.
- U carstvu leptirova i medvjeda, priče, Beograd,1956.
- Doživljaji Nikoletine Bursaća, priče, Sarajevo, 1956.
- Orlovi rano lete, roman, Beograd, 1956.
- Lalaj Bao, Čarobna šuma, poezija, Sarajevo, 1957.
- Ježeva kuća, poezija, Sarajevo, 1957.
- Ne tuguj bronzana stražo, 1958.
- Partizanske tužne bajke, priče, Beograd, 1958.
- Priče zanesenog dječaka, priče, Beograd, 1960.
- Djeda Trišin mlin, poezija, Beograd, 1960.
- Magareće godine, priče iz djetinjstva, 1960.
- Slavno vojevanje, roman, Beograd, 1961.
- Bitka u Zlatnoj dolini, roman, Beograd, 1963.
- Vratolomne priče, Sarajevo, 1970.
- Noge na klancu, glava na vrancu, priče, Sarajevo, 1971.
- Lijan vodi karavane, pripovijetke, Sarajevo, 1981.
- Bašta sljezove boje, zbirka priča, 1970

## Filmografija
- Magareće godine (1994.)
- Gluvi barut (1990.)
- Razgovori stari (1986.)
- Smiješne i druge priče, TV-serija (1986.)
- Odumiranje međeda (1982.)
- Bježaćemo čak u Liku (1979.)
- Osma ofanziva, TV-serija (1979.)
- Mala moja iz Bosanske Krupe (1978.)
- Hajdučka vremena (1977.)
- Četrdeset prva (1971.)
- Orlovi rano lete (1966.)
- Nikoletina Bursać (1964.)
- Grob u žitu (1951.)
- Major Bauk (1951.)
- Živjeće ovaj narod (1947.)

## Nagrade
- NIN-ova nagrada za roman "Ne tuguj bronzana stražo" 1958.

## Vanjske poveznice
- Ježeva kućica